# Heliport

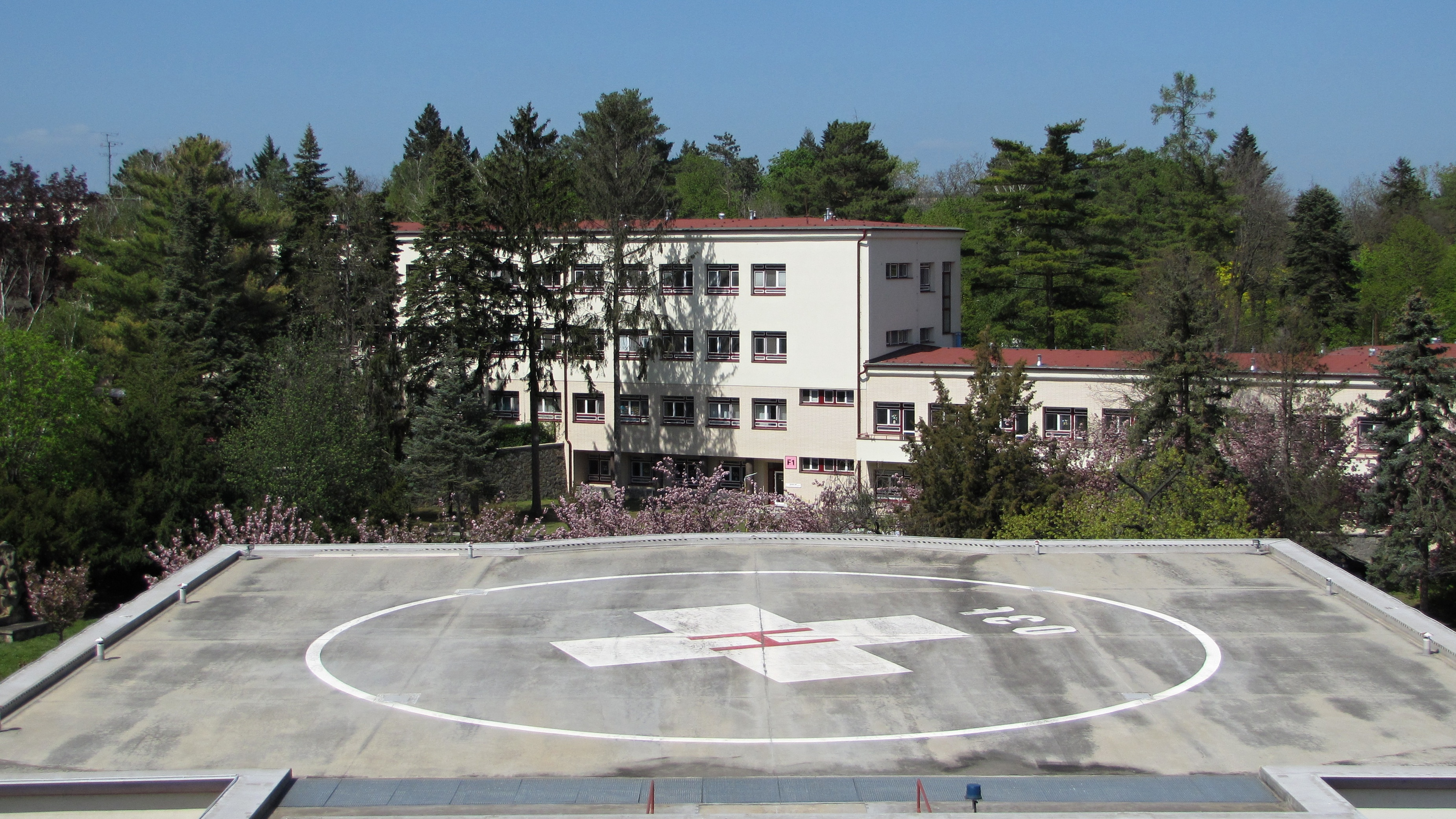
Heliport v Nemocnici Kyjov

Heliport je malá letištní plocha, používaná vrtulníky, zpravidla bývá větší než helipad.
Heliporty mohou být na rozdíl od letišť umístěny blíže městu, nebo dokonce v samotném centru města, což sebou nese značné výhody (zejména časové) pro cestující. Heliporty bývají zřízeny i na střechách některých výškových budov, které ale musí být pro tyto účely konstrukčně odolné.
V Česku se heliporty vyskytuji, mimo jiné, například v blízkosti velkých nemocnic nebo přímo v jejich areálech, kde slouží letecké záchranné službě.
Ve Španělsku a jiných zemích středomoří jsou v lesních porostech tvořeny kruhovou plochou o průměru 20 m. Slouží k přepravě pracovního personálu a raněných osob při boji proti lesním požárům.